# Antonio Sastre
Antonio Sastre (Lomas de Zamora, 27 april 1911 - 23 november 1987) was een Argentijnse voetballer.

## Biografie
Sastre begon zijn carrière bij Independiente, waarvoor hij elf jaar speelde en landskampioen werd in 1938 en 1939. Hij speelde er aan de zijde van grote voetballers als Arsenio Erico en Vicente de la Mata. In 1942 maakte hij de overstap naar het Braziliaanse São Paulo waarvoor hij vijf seizoenen speelde en drie staatstitels won, in deze tijd was er wel nog geen algemeen kampioenschap voor de Braziliaanse landstitel. Hij beëindigde zijn carrière bij Gimnasia La Plata dat toen in de tweede klasse speelde en dat jaar wel de titel won. 
Hij speelde ook 34 keer voor het nationale elftal en won het Zuid-Amerikaans kampioenschap met zijn land in 1937 en 1941. Net zoals zijn generatiegenoten bleef een grote internationale carrière uit omdat Argentinië in 1938 niet aan het WK deelnam, er door de Tweede Wereldoorlog twee WK’s niet gespeeld werden en het land ook in 1950 en 1954 niet deelnam. 